# Atreyu
Atreyu je ameriška metalcore skupina, ki prihaja iz Orange Countyja v Kaliforniji. Ustanovljena je bila leta 1998. Skupino sestavljajo vokalist in pisec besedil Alex Varkatzas, kitarista Dan Jacobs in Travis Miguel, basist Marc McKnight ter bobnar/vokalist Brandon Saller. Skupina se je prvotno imenovala »Retribution«, vendar se je kasneje preimenovala v »Atreyu« po istoimenskem liku iz domišljijske knjige (filma) The Neverending Story, ko so ugotovili da njihovo prvotno ime že uporablja neka druga skupina iz Kalifornije. Od njihove ustanovitve so izdali pet albumov: Suicide Notes and Butterfly Kisses, The Curse, A Death-Grip on Yesterday, Lead Seals Paper Anchor in Congregation of the Damned. Vsak od prvih štirih je dosegel prodajo preko 200.000 izvodov. Njhov zadnji album - Congregation of the Damned, je izšel 27. oktobra 2009.